# Juan de Zumárraga
Juan de Zumárraga, O.F.M. (Durango, Biscaia, 1468 - Ciutat de Mèxic, 3 de juny de 1548) franciscà espanyol. Primer arquebisbe de Mèxic. Fundador de la Real i Pontifícia Universitat de Mèxic, actualment Universitat Nacional Autònoma de Mèxic.
Va ser superior local i provincial de l'orde dels franciscans a Espanya, repressor de bruixes al país Basc.
Al juny de 1534 va tornar a la Nova Espanya. A ell se li deu la primera impremta que va haver-hi a Mèxic i en tota Amèrica. A més, va fundar els col·legis de Santa Cruz de Tlatelolco i San Juan de Letrán. Així mateix, va crear el primer hospital, al que va nomenar hospital d'Amor de Déu i va iniciar gestions per a la creació de la universitat.
De 1536 a 1543 va exercir el càrrec d'inquisidor apostòlic i va portar 183 causes contra els sospitosos de no ser creients. El cas més notable, pel qual es va guanyar la censura de la Cort, va anar l'empostissat contra don Carlos Ometochtzin, cacic de Texcoco de Mora, qui suposadament seguia practicant sacrificis humans però que, en realitat, fomentava l'alçament general dels naturals en contra del govern virregnal. La condemna i posterior execució en la foguera de don Carlos va portar a plantejar amb claredat els abastos de la jurisdicció inquisitorial, determinant-se deixar fora de la mateixa als indígenes, en considerar-los neòfits abans que heretges.
En 1547 el papa Pau III el va nomenar primer arquebisbe de Mèxic.